# Red Transeuropea de Ferrocarril

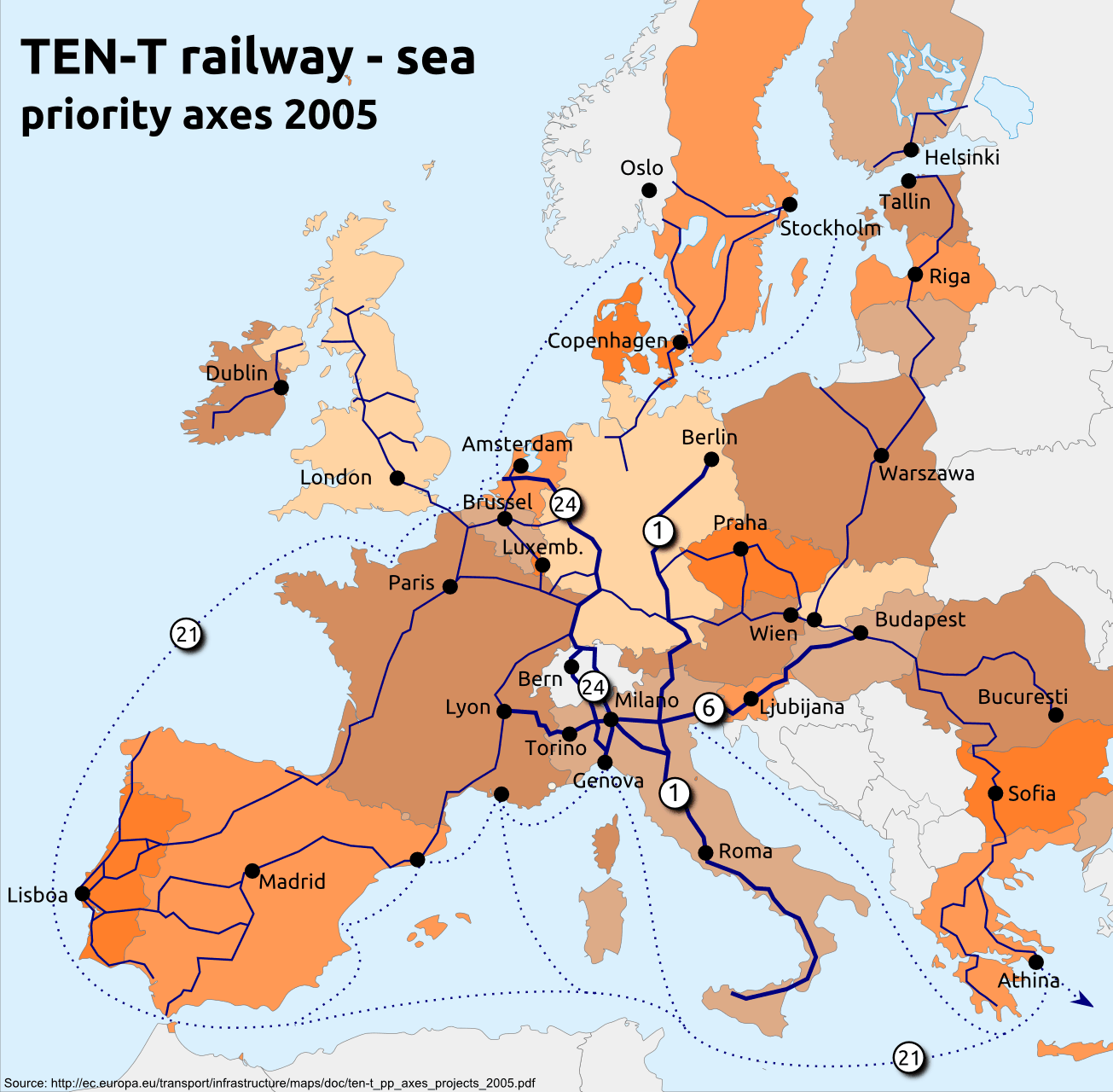
Ejes prioritarios y combinaciones marítimas de la Red Transeuropea de Transporte (2005)

La Red Transeuropea de Ferrocarril se compone de la Red Transeuropea de Ferrocarril de Alta Velocidad (TEN-R) y de la Red Transeuropea de Ferrocarril Convencional. Es una de las redes que componen la Red Transeuropea de Transporte (TEN-T) de la Unión Europea.
De acuerdo con el artículo 10 de la Decisión n º 1692/96/EC del Parlamento Europeo y del Consejo deL 23 de julio de 1996 sobre las orientaciones comunitarias para el desarrollo de la Red Transeuropea de Transporte, la red ferroviaria debe incluir las infraestructuras y las instalaciones que permitan la integración del ferrocarril con las carreteras y, cuando corresponda, con los servicios marítimos y de transporte aéreo. En este sentido se indica que debe prestarse especial atención a la conexión de los aeropuertos regionales a la red.
La red ha de tener las siguientes características:
- Debe desempeñar un papel importante en el tráfico de pasajeros de larga distancia.
- Debe permitir la interconexión con los aeropuertos donde sea posible.
- Debe permitir el acceso a las redes ferroviarias regionales y locales.
- Debe facilitar el transporte de mercancías mediante la identificación y el desarrollo de rutas troncales de transporte de mercancías o de rutas en las cuales los trenes mercantes tengan prioridad
- Debe desempeñar un papel importante en el transporte intermodal
- Debe permitir la interconexión a través de los puertos con el tráfico marítimo de corta distancia y con las vías navegables interiores.